# 타타 이스파노
타타 이스파노(영어: Tata Hispano)는 스페인의 버스 제조 업체로 본사는 스페인 아라곤 지방 사라고사 주 사라고사에 위치하고 있으며 유럽 최대의 버스 제조 업체에 해당된다. 사라고사를 비롯해 모로코 카사블랑카에 공장이 있으며 연간 2,000대의 생산 능력을 가지고 있다.

## 역사
1939년에 이탈리아 나폴리 출신인 빈센조 앙헬레스 게르바지오(이탈리아어: Vincenzo Angelino Gervasio)와 타예레스 나폴리(이탈리아어: Talleres Nápoles)에 의해 설립했다. 제2차 세계대전 당시 스페인에서 트럭을 생산하기 위해 차체 및 용접을 했으나, 이후 샤시에 특장 트럭 캡 디자인을 개발했다. 1958년에 최초로 공장이 이전되면서 버스를 생산하기 시작했다. 1960년에 세계 최초로 2층 버스를 생산했다. 1962년에 생산 공장이 재이전 되면서 팩토리아스 나폴리스 SA(스페인어: Factorias Nápoles SA)에 인수되었다. 이 회사는 상용차를 생산한 업체로 주로 버스와 트럭을 생산했다. 1966년에 바헤이로스 디젤 SA(스페인어: Barreiros Diesel SA)에 매각했다. 1969년에 다시 크라이슬러에 마각이 되었지만 버스 제조 부문의 경우 1971년에 벨기에의 자동차 제조 기업인 반호르에 매각되었다. 1983년에 반호르가 최대 주주가 되었고 인수 최기에 반호르의 브랜드로 차량 생산을 했지만 이후 이스파노 카로세라 SAL(영어: Hispano Carrocera)로 사명이 변경되었다. 1997년에 이탈리아의 자동차 제조 기업인 피닌파리나(이탈리아어: Pininfarina SpA)와 제휴를 맺고 시내버스 모델인 아비토와 고속버스 모델인 디보를 개발하기 시작했다. 2000년 9월에 모로코의 수도 카사블랑카에 공장을 설립했다. 2005년에 인도의 자동차 제조 기업인 타타자동차가 21%의 지분을 획득한데 이어 2009년에 지분 79%를 인수하면서 자회사가 되었다. 2010년에 현재의 사명으로 변경이 되었다. 2013년 9월에 타타자동차는 사라고사 공장 폐쇄를 발표했다. 매출 하락과 미래 전망이 불투명으로 폐쇄 결정을 내렸다.

## 현재 생산차종
고속버스, 시외버스, 관광버스
- 디보 (Divo)
- 제러스 (Xerus)
- 나야 (Naya)
- 스칼라 (Scala)

지방버스, 외곽버스, 시내버스
- 인테아 (Intea)
- 아비트 (habit)
- 아레아 (area)
- 하이브리드 버스 - 알렉산더 데니스의 버스 차체

## 사진

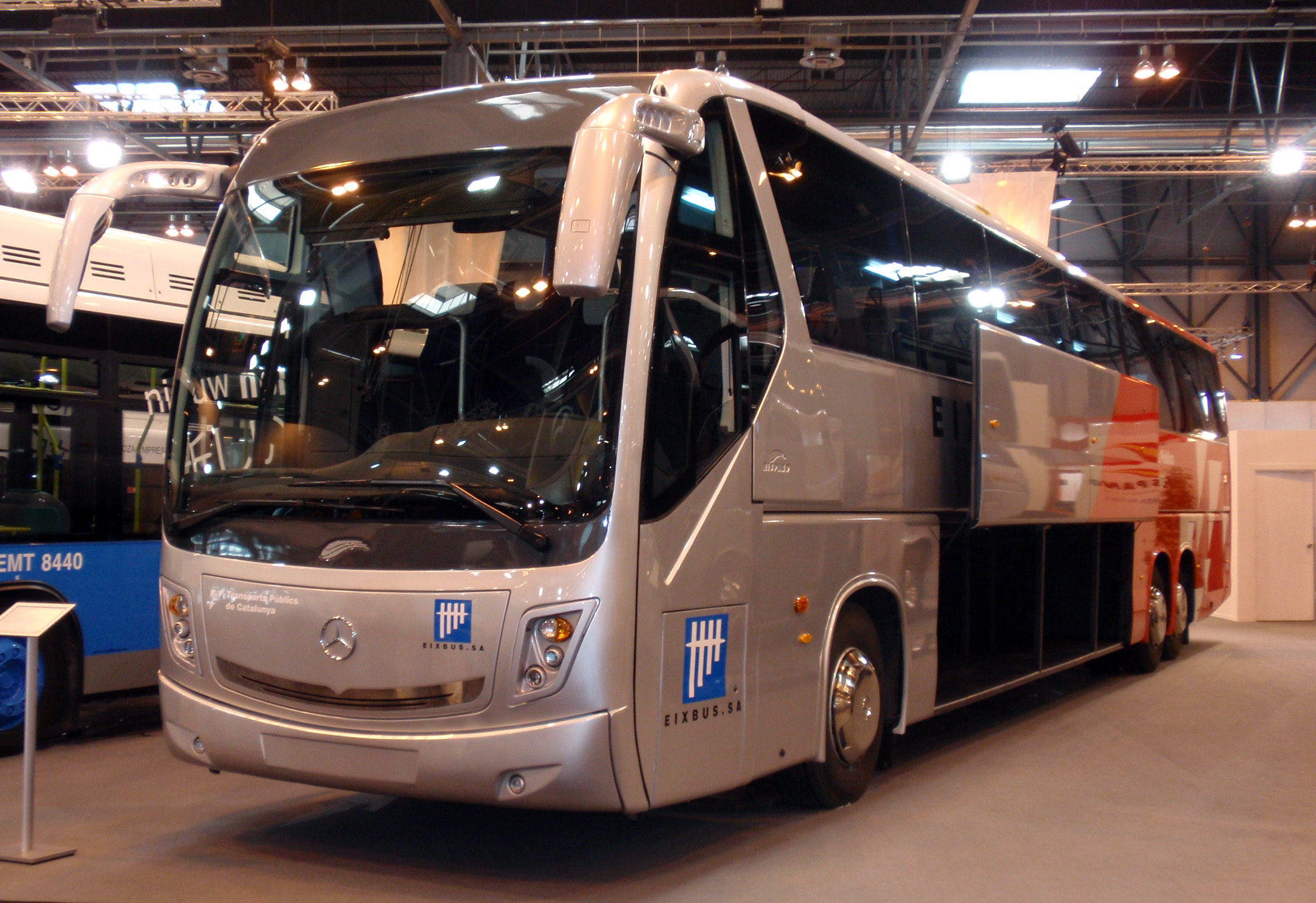
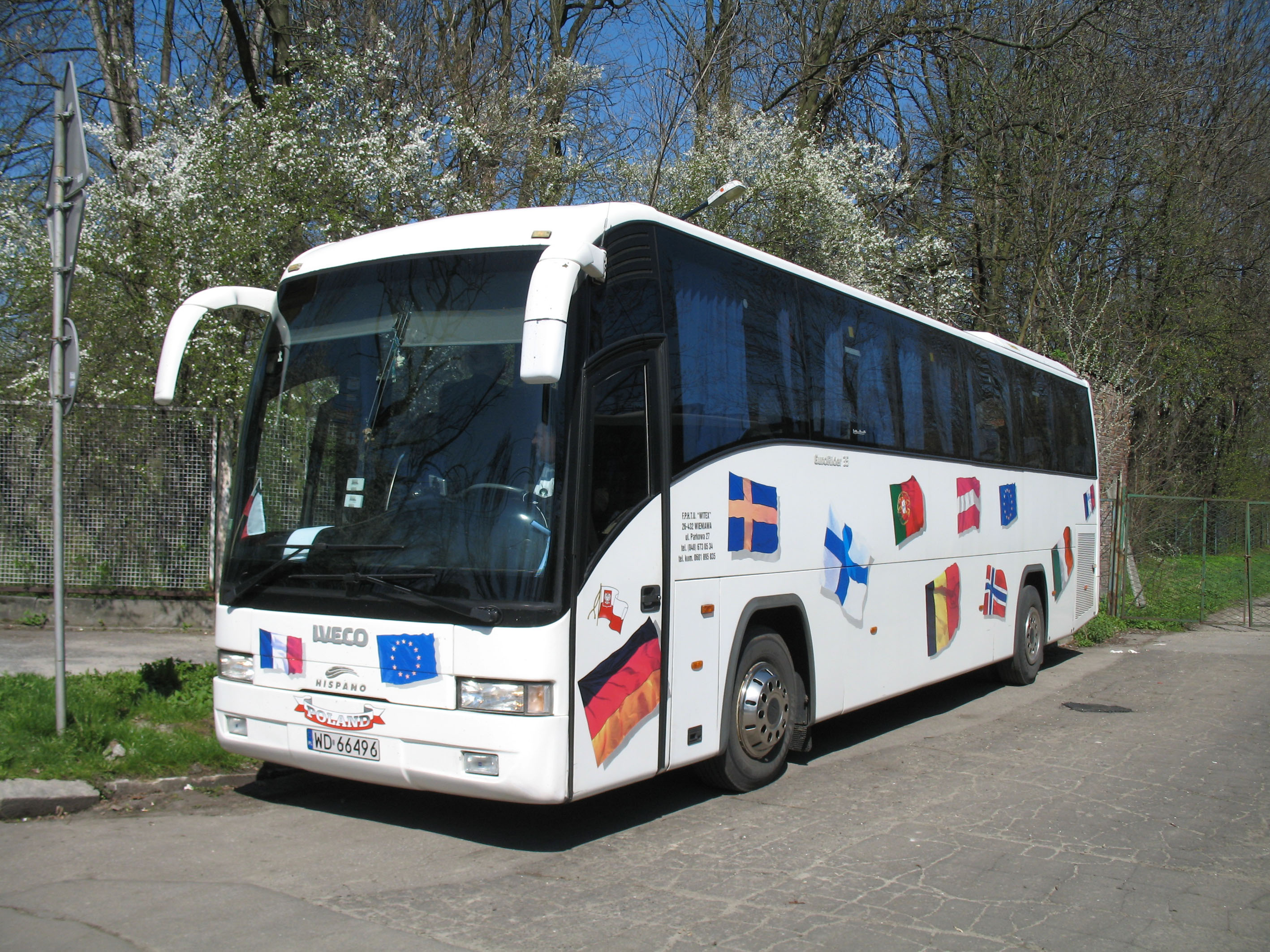
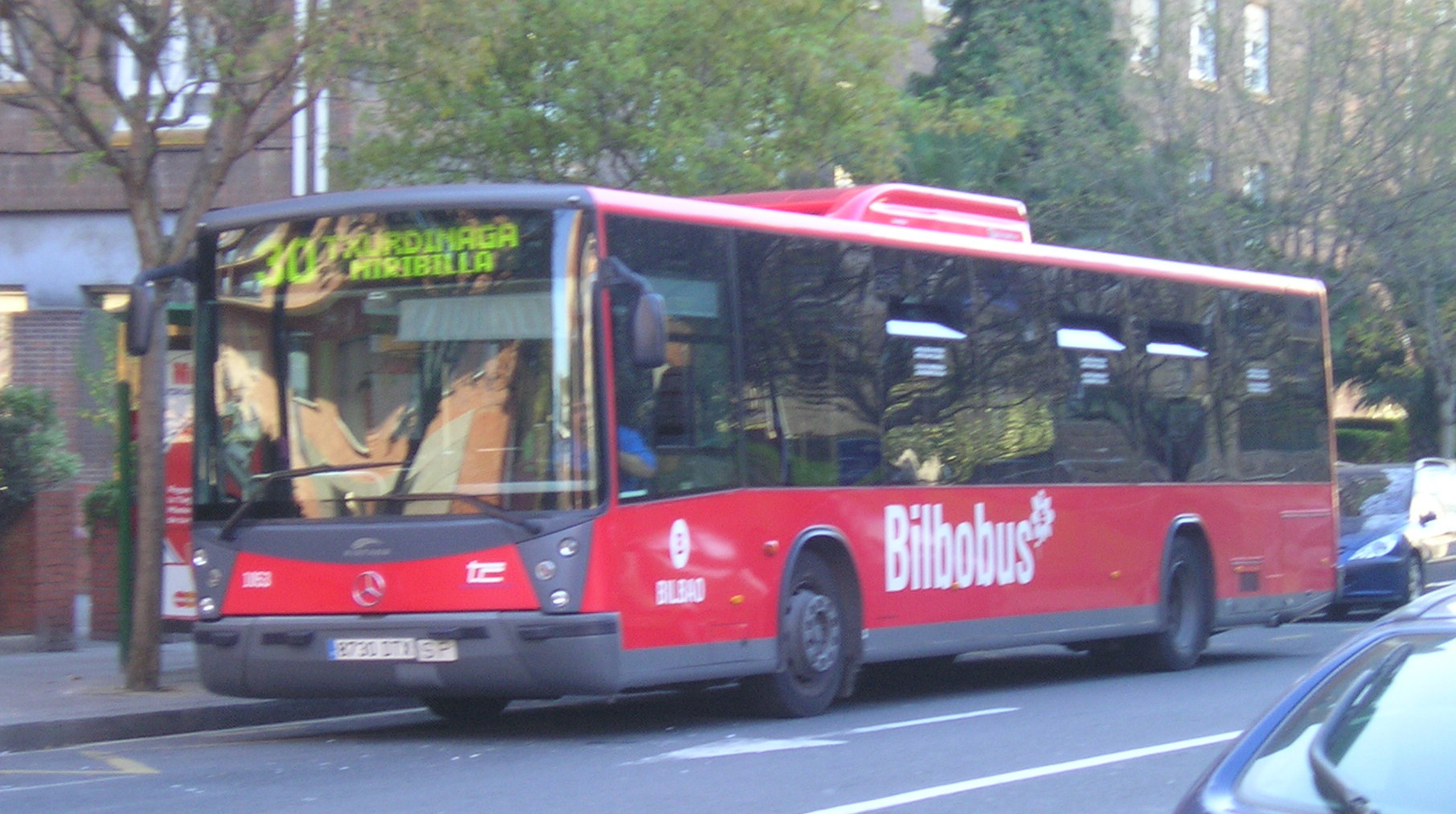
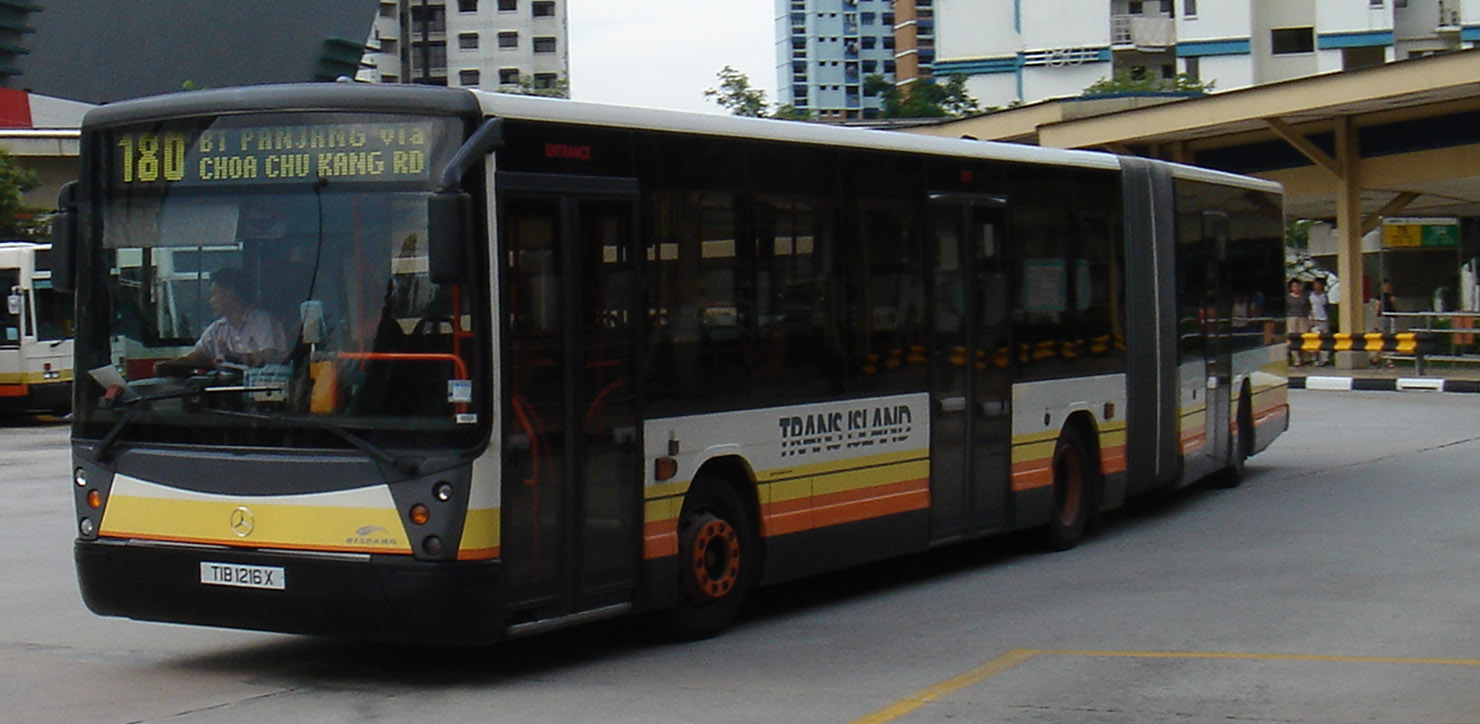
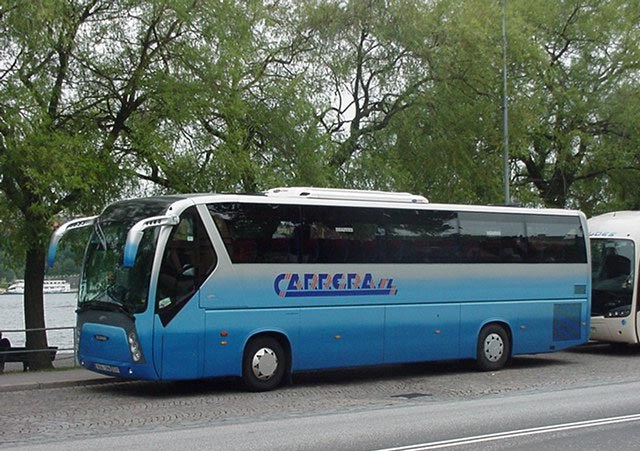
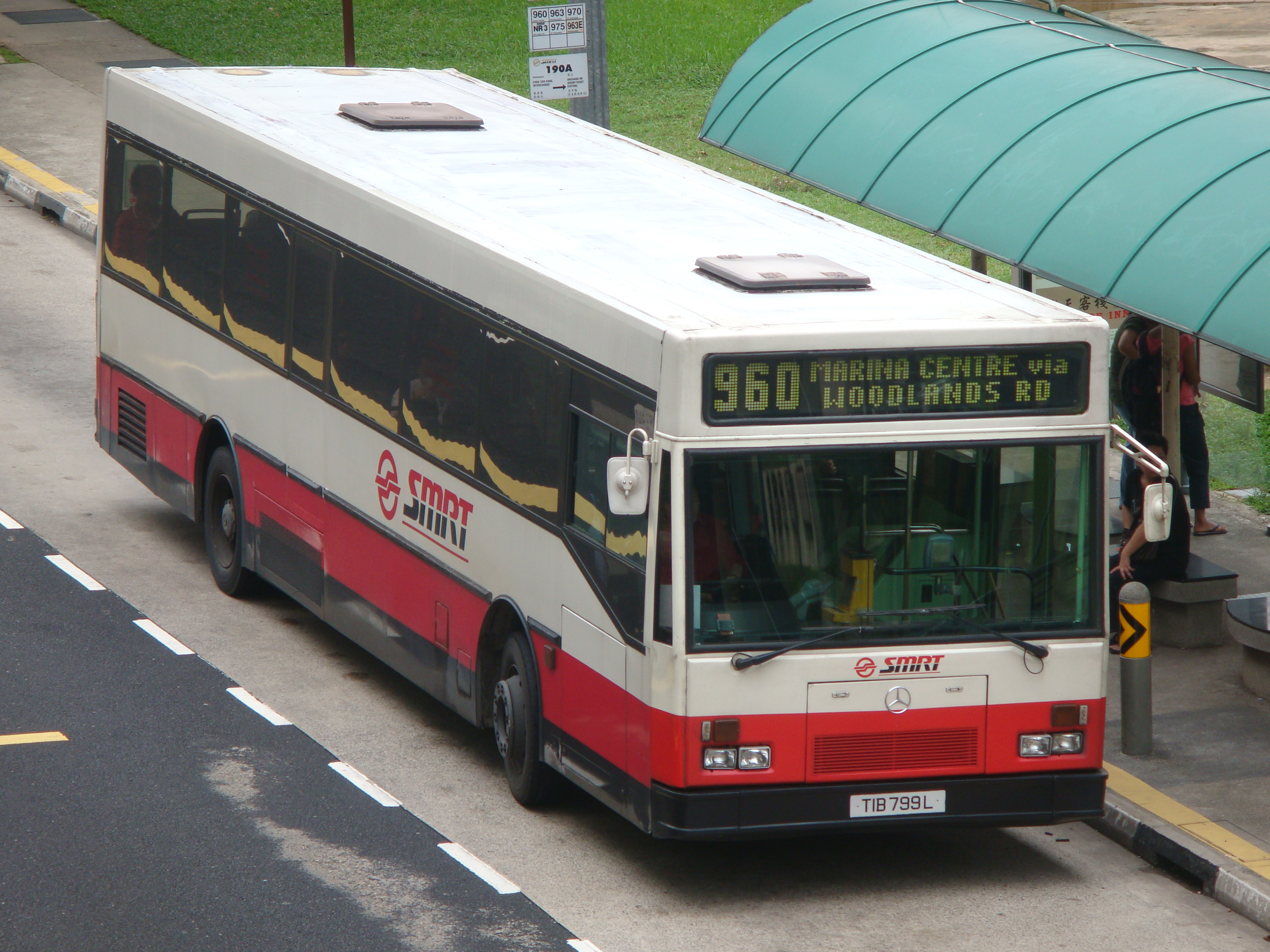
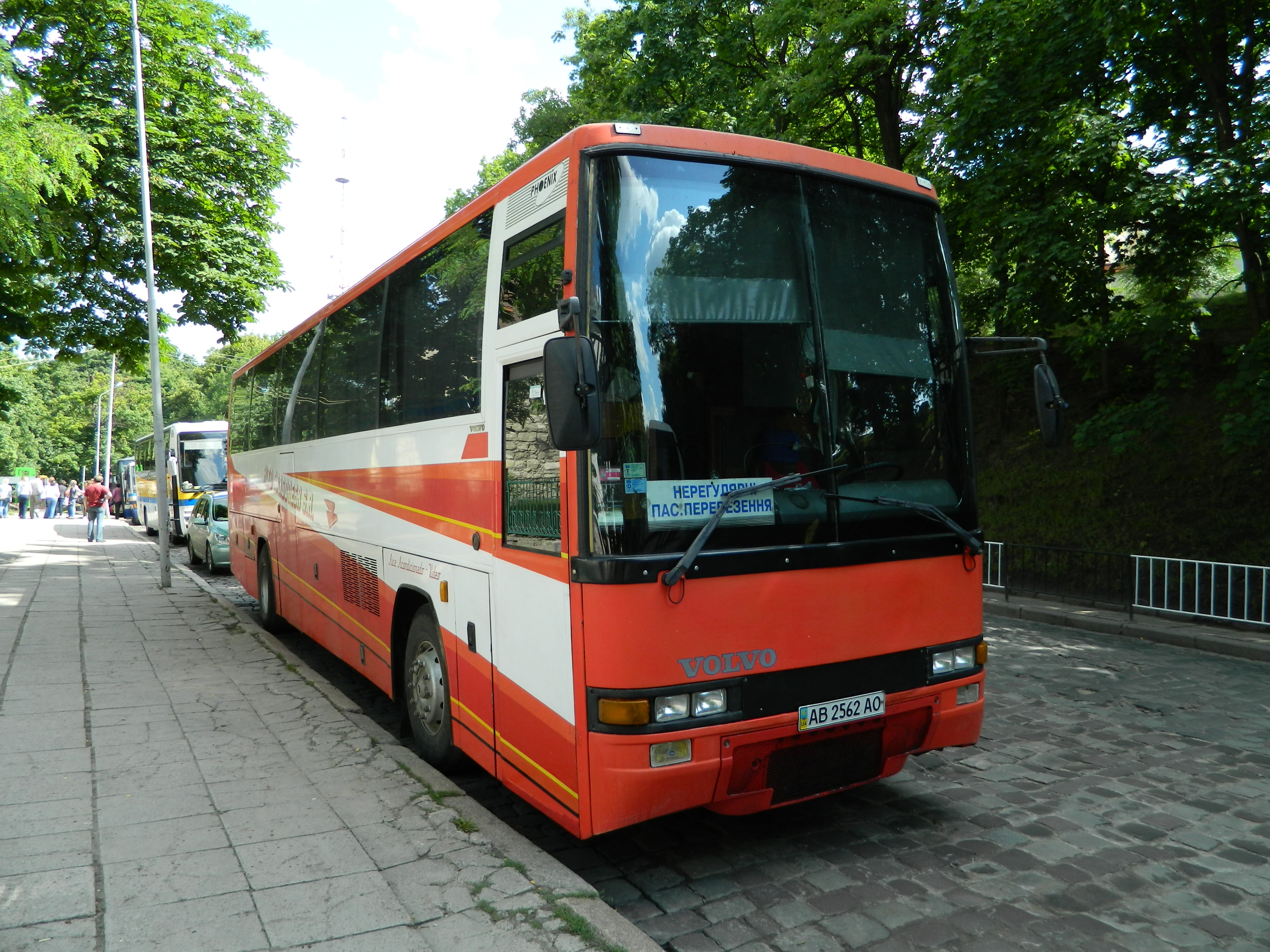